# Het Grootste van het Grootste - Abraham Tuschinski
Het Grootste van het Grootste - Abraham Tuschinski is een Nederlandse documentaire uit 2001 van Ger Poppelaars. De film vertelt het verhaal van Abraham Tuschinski die als joods Poolse emigrant werkte aan  zijn droom om de grootste bioscoopexploitant van Nederland te worden. Met bijdragen van familieleden, naaste medewerkers en artiesten wordt het verhaal van Tuschinski en zijn Theater Tuschinski verteld.
Het scenario voor deze documentaire werd in 1999 geschreven door Poppelaars. Hij werd hierin ondersteund door onderzoekers Jan Willem Geuzebroek en Ivo Blom. In 2000 vonden de opnamen plaats in het Poolse Lódz en in Brzeziny, waar Tuschinski werd geboren. In Nederland werd gefilmd in Rotterdam, Den Haag en Amsterdam.
De film ging in première in Utrecht tijdens het Nederlands Film Festival 2001. In april 2002 kwam de film in de bioscoop.